# Nasser Abu Hamid
Nasser Abu Hamid (Campamento de Nuseirat, 5 de octubre de 1972 - 20 de diciembre de 2022) fue un militante palestino líder de las Brigadas de los Mártires de Al-Aqsa. Era conocido como la mano derecha de Marwan Barghouti. Fue arrestado en abril de 2002 y recibió siete cadenas perpetuas más 50 años por múltiples condenas por asesinato. Después de veinte años en prisión, murió de cáncer.

## Carrera militante
Su familia se originó en la comunidad despoblada de Al-Sawafir al-Shamaliyya del Mandato de Palestina, y luego se mudó al campamento de Amari cerca de Ramala (Cisjordania).
Abu Hamid fue arrestado por primera vez antes de la Primera Intifada de 1987, cumpliendo cuatro meses. Fue condenado a cadena perpetua por primera vez en 1990 por intentar matar a cuatro israelíes en intentos separados, pero fue liberado en 1994 como parte de un acuerdo entre la Autoridad Palestina e Israel que también permitió la liberación de un número significativo de palestinos. Fue liberado de prisión en 1999 como parte de un acuerdo de intercambio de prisioneros, y hasta el levantamiento de Al-Aqsa, trabajó para el Ministerio de Asuntos de Prisioneros de la Autoridad Palestina.
Tras su anuncio de la formación de las Brigadas de los Mártires de Al-Aqsa en enero de 2001, Abu Hamid se hizo conocido cuando el grupo comenzó a aumentar sus operaciones en Cisjordania y adquirió un poder significativo en las calles palestinas. Altos funcionarios de la Autoridad Palestina le pidieron que se uniera a ellos, pero él eligió a Marwan Barghouti, convirtiéndose eventualmente en su mano derecha y asistente personal.
Abu Hamid participó en el linchamiento de Ramala en 2000 y asesinó a tres israelíes en ataques a tiros ese mismo año, también planeó y dirigió tres ataques en 2002. Según la acusación presentada en su contra en julio de 2002, fundó las Brigadas de Mártires de Al-Aqsa, fue un ex activista de la juventud de Fatah y ayudó en la planificación de protestas. contra la visita de Ariel Sharon a la mezquita de Al-Aqsa que desencadenó la Intifada en septiembre de 2000.
Cuando el jurado emitió su veredicto el 24 de diciembre de 2002, dijo a los periodistas en la sala del tribunal: "No me arrepiento, los palestinos tienen un derecho genuino a combatir la ocupación israelí. Luché".  Cuatro hermanos más, tres de los cuales también fueron aprehendidos con él durante la Intifada de Al-Aqsa, todos actualmente tienen cadenas perpetuas, además de él. Un quinto hermano suyo fue detenido en 2018 y condenado a cadena perpetua y también a ocho años de prisión. Abdel Moneim, otro hermano, fue asesinado en 1994.

## Muerte
Mientras cumplía cadena perpetua en prisión se le diagnosticó cáncer de pulmón en agosto de 2021. Murió en el Hospital Assaf Harofeh el 20 de diciembre de 2022.
Benny Gantz, el ministro de Defensa de Israel, se negó a devolver su cuerpo a su familia y dijo que era acorde con la política israelí retener a los prisioneros que murieron para futuras negociaciones para repatriar a los soldados israelíes que luego podrían ser capturados y retenidos. También negó que Israel tuviera algún papel en su muerte.
La Organización de Cooperación Islámica (OCI) responsabilizó a Israel por su muerte y exigió la formación de una comisión internacional de investigación para investigar este «nuevo crimen».